# Споменик Револуцији (Белчишта)
Споменик „Револуцији“ је монументални споменик у близини села Белчишта, Северна Македонија, подигнут у срцу области Дебарца која је током Другог светског рата била једно од најснажнијих жаришта Народноослободилачке борбе у Македонији. Споменик је грађен од 1956. до 1958. године, а његов аутор је вајар Јордан Грабулоски.

## Историјска позадина
Дебарца је област у охридском срезу, која обухвата 22 села. Ово је било једно од најснажнијих жаришта Народноослободилачке борбе у Македонији 1943. године. Интензивнији развој борбе у овој области започео је тек крајем 1942. године, а у пролеће 1943. у Дебарцу је боравило руководство Народноослободилачког покрета Македоније. Ту је на планини Славеј 18. августа 1943. била образована прва регуларна јединица Народноослободилачке војске Македоније, Први батаљон Друге оперативне зоне НОВ и ПОМ „Мирче Ацев“. НОП се у овој области посебно разбуктао након капитулације Италије у септембру 1943. године. Тада се кренуло с изградњом народне власти, осниване нове партизанске војне јединице и остало. У селу Сливову је 11. новембра основана прва бригада НОВМ, Прва македонско-косовска ударна бригада. Од децембра 1943. до априла 1944. године, Дебарцу су окупирале немачке снаге потпомогнуте албанским квислинзима, која је током тога раздобља била изложена сталним репресалијама и терору. Упркос свему, ова област је до краја рата остала једна од главних база Народноослободилачког покрета у Македонији.

## Опис споменика
Изградња споменика је покренута 1956. и била завршена до 1958. године, када је уприличено отворење поводом 25. годишњице слободне територије Дебарца. Споменик се састоји од две бетонске вертикале, од којих се на оној нижој налази рељефна композиција с мотивима из Народноослободилачке борбе. Подно споменика је положена спомен-плоча са текстом: „На партизанските одреди и Народноослободителната војска на Македонијашто со крв, срце и братство на југословенските народи се бореа за изгревот на нашиот голем ден.“
Споменик је симбол учешћа становништва Дебарца у Народноослободилачкој борби 1941–1945.
На споменик је 1967. године додана спомен-плоча у знак сећања на велики час историје који је одржан код споменика 4. јула 1967. године у којем су учествовали ветерани који су се борили у Дебарцу 1941–1945. и учесници 7. омладинског марша.